# Capela dos Pestanas
La Capela dos Pestanas o Capela do Divino Coração de Jesus (en español: Capilla de Pestanas o Capilla del Divino Corazón de Jesús) es una capilla privada, de estilo neogótico, ubicada en Cedofeita, Santo Ildefonso, Sé, Miragaia, São Nicolau e Vitória, en la ciudad de Oporto.
La capilla fue construida por José Joaquim Guimarães Pestana da Silva y forma parte del cercano Palacio Pestana. La construcción comenzó en 1878 y continuó hasta 1890. El proyecto arquitectónico, de estilo neogótico, fue diseñado por José de Macedo Araújo Júnior; las estatuas del exterior, que representan a San José y San Joaquín, fueron esculpidas por António Soares dos Reis. El interior del templo fue decorado con vidrieras y mobiliario litúrgico, del que destaca el altar mayor, procedente de la Casa Wilmotte de Lieja, que recibió la medalla de oro en la Exposición Universal de Amberes de 1885. La capilla está clasificada como Bien de Interés Público desde 1996. A pesar de esto, entró en un ciclo de degradación y abandono relativo y ha sido objeto de robos y saqueos.

## Galería

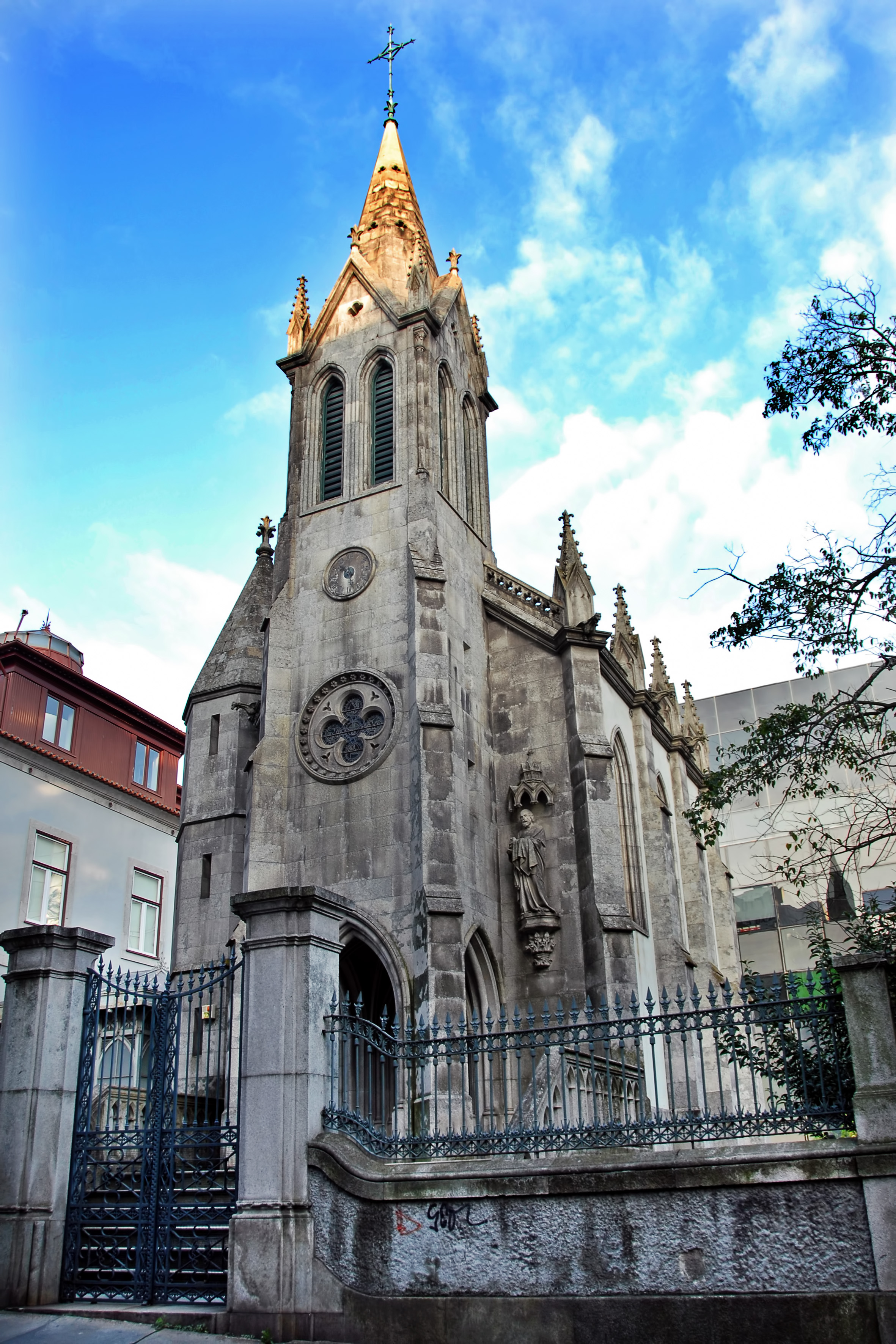
Fachada.
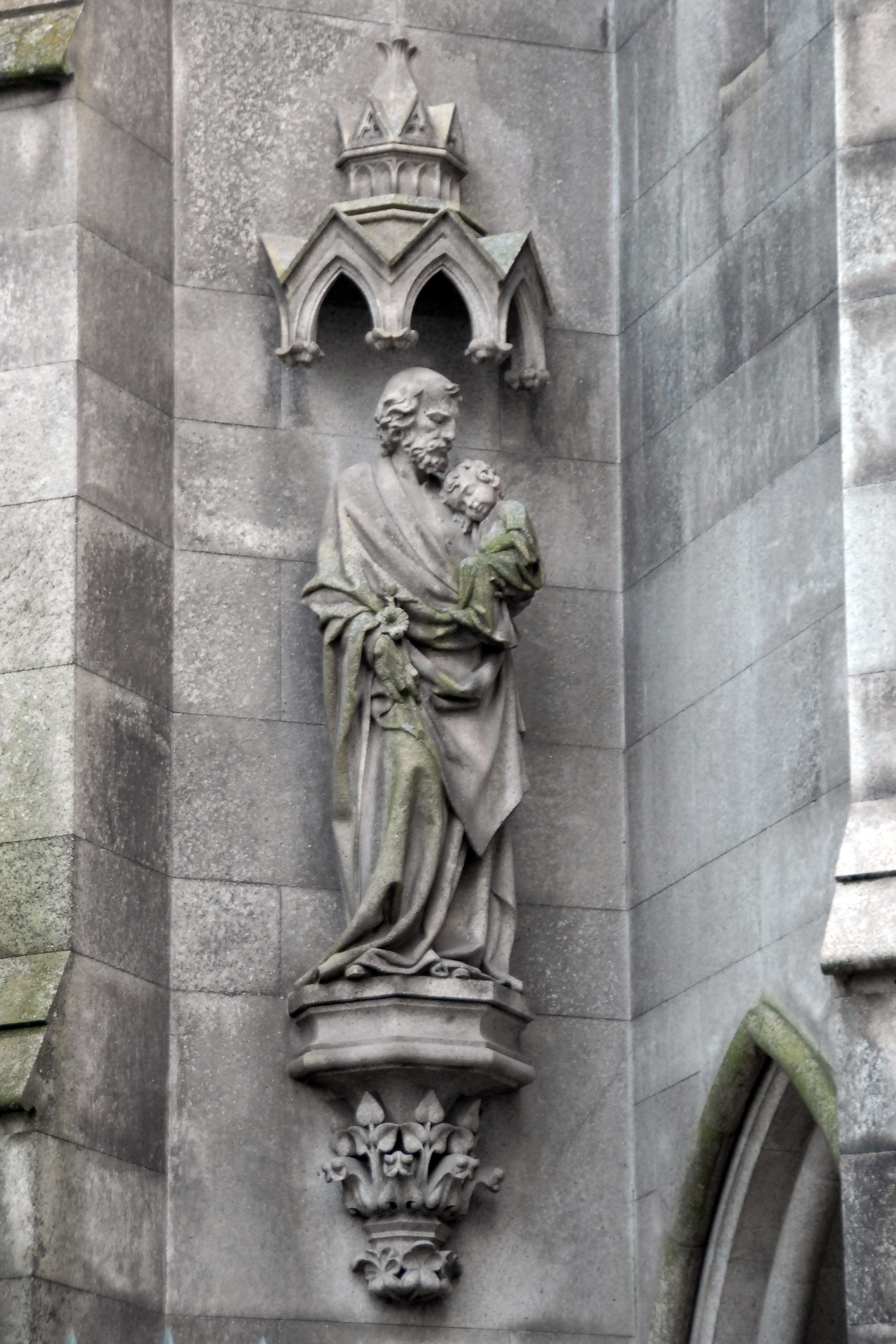
San José (1880) de António Soares dos Reis.
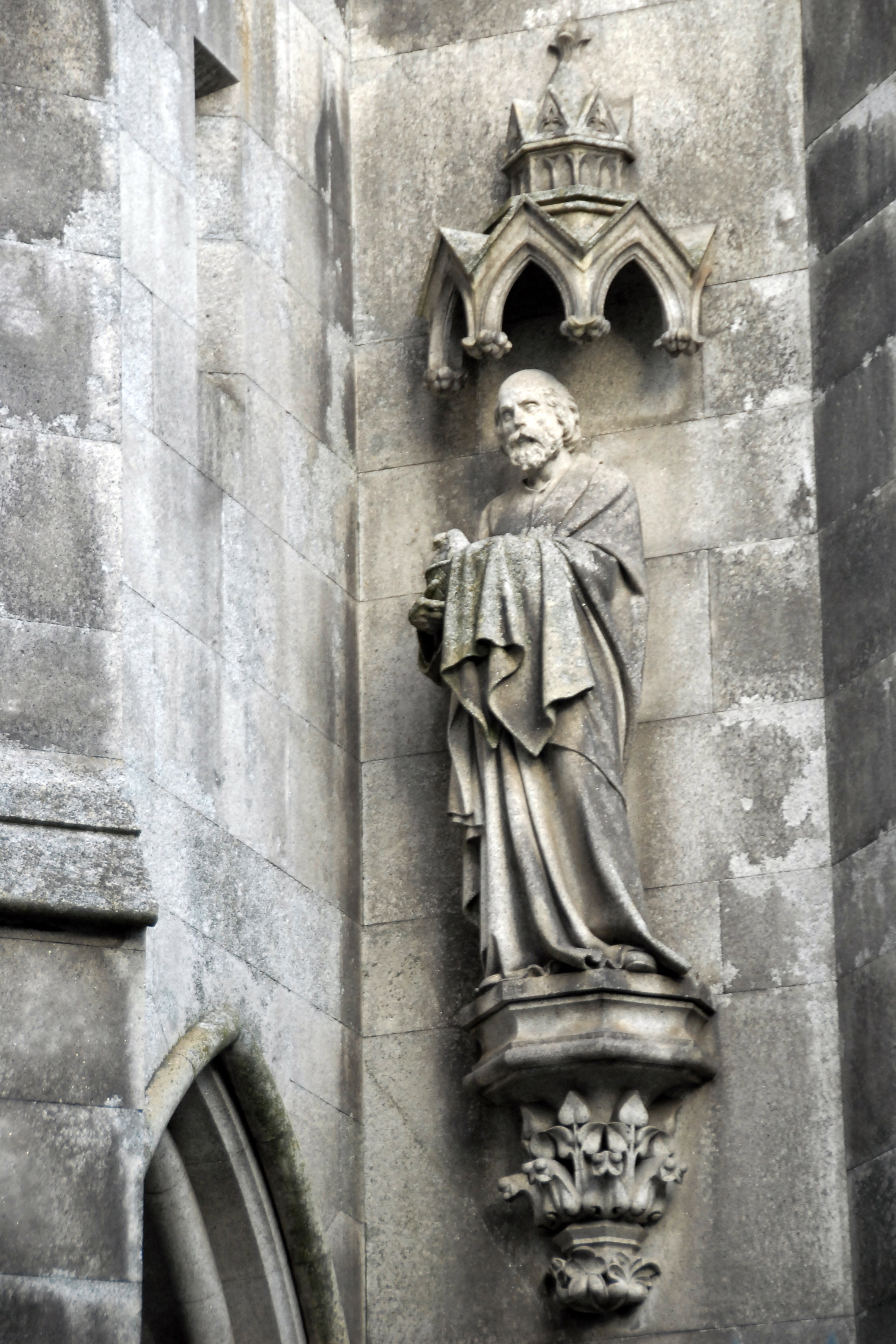
San Joaquín (1880) de António Soares dos Reis.